# تابه كيمه
تابه كيمه (بالألمانية: Tabea Kemme) هي لاعبة كرة قدم نسائية ألمانية سابقة وُلدت في الرابع عشر من ديسمبر عام 1991 في مدينة شتاده الألمانية. كان آخر نادي تلعب فيه المدافعة هو نادي أرسنال للسيدات.

## مسيرتها الكروية

### الأندية
بدأت تابه لعب الكرة في عام 2000 وعن عمر يناهز الثمانية في نادي اس جي فغيبورج، وفي عام 2006 انتقلت إلى نادي اف سي بوستدام في عام 2006.في عام 2008 بدأت اللعب في البوندسليجا للفئة الثانية، ثم انتقلت إلى تشكيلة الفئة الأولى في موسم 2008/2009. ولعبت أول مرة في السابع عشر من سبتمبر عام 2008 في الفئة الأولى محرزة أول هدف لها في الدوري الألماني في مباراة ضد سي اس باد نيويننار.
فازت تابه مع نادي بوستدام بالدوري الألماني أربع مرات وثلاث بكأس الاتحاد الألماني للكرة وبدوري أبطال أوروبا للسيدات في عام 2010. وقد خسر الفريق كأس الاتحاد الألماني لكرة القدم مرتين على الرغم من تأهله للنهائيات. حصلت تابه للمرة الأولى على البطاقة الحمراء في الدوري الألماني لكرة القدم للسيدات لموسم 2010–2011 في الدقيقة الثالثة والعشرين، وعليه حُرمت من أربع مبارات.
في بداية الأمر كانت تلعب تابه كمهاجمة، ولكن بدأت منتخب ألمانيا تحت 20 سنة لكرة القدم للسيدات اللعب كدفاع، وقد غيرت أيضًا مركز اللعب في الأندية حيث لعبت كهجوم حتى 2009 ثم لعبت في خط الوسط خلال موسم 2011/2012.
في فبراير 2018 أُعلن أن تابه لن تُمد عقدها بل ستتعاقد مع نادي أرسنال الإنجليزي.
انهت تابه في العشرين من يناير 2020 مسيرتها الكروية واعتزلت بسبب إصابة طويلة الآمد في الركبة.

### المنتخب الوطني
فازت مع منتخب ألمانيا تحت 17 سنة لكرة القدم للسيدات ببطولة أوروبا عام 2008، حيث استبدلت في المبارة النهائية باللاعبة توريد كناك. وبعد عامين فازت مع منتخب ألمانيا تحت 20 سنة لكرة القدم للسيدات بكأس العالم للسيدات. انضمت تابه إلى منتخب ألمانيا في الثاني من أبريل عام 2013، وكانت أول مباراة لها معه في السابع والعشرين من نوفمبر 2013 ضد منتخب كرواتيا.
في الرابع والعشرين من مايو عام 2015 أُعلن أن تابه ضمن تشكيله المنتخب الوطني بقيادة المدربة الاتحادية سيلفيا نايدفي كأس العالم للسيدات 2015 في كندا.
و كانت أيضًا ضمن المنتخب في الألعاب الأولمبية الصيفية 2016، وقد حصدت الميدالية الذهبية للفوز على السويد. لعبت تابه جميع المباريات الست وكانت ضمن لاعبي التشكيلة الأساسية. وفي الأول من نوفمبر عام 2016 حصلت على وسام ورقة الغار الفضية.
و على الرغم من كون تابه ضمن التشكيلة الأساسية للمنتخب الألماني خلال بطولة أمم أوروبا للسيدات 2017 فإنها لعبت فقط خلال المبارة ضد روسيا خلال استبدال في الدقيقة الخامسة والسبعين.

## انجازاتها
- دوري أبطال أوروبا للسيدات 2010
- الألعاب الأولمبية الصيفية 2016
- كأس العالم للسيدات تحت 20 سنة 2010
- الدوري الألماني 2009, 2010, 2011, 2012
- بطولة الاتحاد الألماني لكرة القدم 2009, 2010, 2013, 2014
- الدوري الألماني تحت 17 2008
- كأس الغارفي 2014

## حياتها الشخصية
في عام 2012 بدأت تابه دراستها في كليه الشرطة في براندنبورغ لتصبح محققة شرطة، وقد اتمت الدراسة في عام 2017. وقضت الجزء العملي من دراستها في مدينة أورانينبورغ وكان الجزء النظري من دراستها في بوتسدام وأوبرهافل.

## وصلات خارجية
- تابه كيمه على موقع الاتحاد الدولي (مؤرشف)  (الإنجليزية)
- تابه كيمه على موقع الاتحاد الأوربي (الإنجليزية)
- تابه كيمه على موقع قاعدة بيانات كرة القدم.إي يو (الإنجليزية)
- تابه كيمه على موقع Soccerway.com (الإنجليزية)
- تابه كيمه على موقع عالم كرة القدم.نت (الإنجليزية)
- تابه كيمه على موقع أوليمبيديا (الإنجليزية)
- تابه كيمه على موقع اللجنة الأولمبية الألمانية (الألمانية)

- صفحة تابه كيمه على موقع الاتحاد الألماني لكرة القدم (باللغة الألمانية)